# Flugplatz Capua

i7
i11
i13
Der Flugplatz Capua (it.: Aeroporto di Capua “Oreste Salomone”, ICAO-Code: LIAU) befindet sich in der süditalienischen Region Kampanien, rund 30 Kilometer nördlich von Neapel und drei Kilometer nordwestlich von Capua. Der Flugplatz dient der Allgemeinen Luftfahrt und als Werksflugplatz für kleinere Flugzeughersteller und Forschungseinrichtungen.

## Verkehrsanbindung
Der Flugplatz liegt in der Terra di Lavoro, unmittelbar am Fluss Volturno. Wenige Kilometer östlich führen die Autobahn A1 und die Staatsstraße SS7 Via Appia vorbei, über die der Großraum Neapel einfach zu erreichen ist.

## Geschichte
Die italienische Luftwaffe nutzte den Flugplatz Capua von 1926 bis 1943 zur Grundschulung ihrer Piloten. Die Luftwaffenakademie hatte damals ihren Sitz im nahen Palast von Caserta. Der Flugplatz wurde nach dem Militärpiloten Oreste Salomone benannt, der während des Ersten Weltkrieges ums Leben gekommen war. Nach dem Zweiten Weltkrieg wurde der Flugplatz von den Heeresfliegern übernommen. Eine zivile Mitnutzung wurde zugelassen, insbesondere durch den örtlichen Aeroclub. Im Lauf der Zeit siedelten sich am Flugplatz kleinere Unternehmen der Luftfahrtbranche an, darunter der Flugzeughersteller Tecnam und das Luft- und Raumfahrt-Forschungszentrum Centro Italiano Ricerche Aerospaziali. Im Juli 2008 übergab das Verteidigungsministerium den Flugplatz an die zivile Luftfahrtbehörde ENAC. In der Folge wurde eine privatrechtliche Betriebsgesellschaft gegründet, an der die Öffentliche Hand 60 Prozent hielt (insbesondere die Stadt Capua), die ansässigen Luftfahrtbetriebe 30 Prozent und das CIRA 10 Prozent. Im April 2022 übernahm die staatliche ENAC Servizi den Betrieb.

## Infrastruktur
Der Flugplatz Capua hat eine 1100 Meter lange, in Ost-West-Richtung verlaufende Graspiste (08/26), die auf 1400 Meter verlängert und asphaltiert werden soll. Auch eine parallele Rollbahn ist geplant. In unmittelbarer Umgebung befinden sich die Produktions- und Entwicklungsanlagen der genannten Unternehmen und des CIRA. An den Flugplatz grenzt eine Kasernenanlage des Heeres, das dort die Grundausbildung von Rekruten durchführt. Dort befindet sich auch der Stab der Division Acqui. Gelegentlich landen auf dem Flugplatz noch Luftfahrzeuge des Militärs.